# Ravno Selo
Ravno Selo (ćir.: Равно Село, mađ.: Sóvé, njem.:Schowe ) je naselje u općini Vrbas u Južnobačkom okrugu u Vojvodini.

## Stanovništvo
U naselju Ravno Selo živi 3.478 stanovnika, od toga 2.737 punoljetna stanovnika, a prosječna starost stanovništva iznosi 39,8 godina (38,7 kod muškaraca i 40,8 kod žena). U naselju ima 1.136 domaćinstava a prosječan broj članova po domaćinstvu je 3,06.
Prema popisu stanovništva iz 1991. godine u naselju je živjelo 3.579 stanovnika.
| Etnički sastav 2002. |            |        |
| Narod                | Stanovnika | %      |
| Srbi                 | 2.702      | 77,68% |
| Crnogorci            | 274        | 7,87%  |
| Hrvati               | 33         | 0,94%  |
| Makedonci            | 25         | 0,71%  |
| Jugoslaveni          | 20         | 0,57%  |
| Romi                 | 15         | 0,43%  |
| Mađari               | 11         | 0,31%  |
| Slovaci              | 7          | 0,20%  |
| ostali               | 14         | 0,36%  |
| nepoznato            | 256        | 7,36%  |

| broj stanovnika | 4046  | 4362  | 4378  | 3814  | 3636  | 3579  | 3478  |
|                 | 1948. | 1953. | 1961. | 1971. | 1981. | 1991. | 2001. |

## Galerija
- Pravoslavna crkva
- Dom zdravlja na čijem je mjestu bila Evangelička crkva

## Vanjske poveznice
- Karte, udaljenonosti, vremenska prognoza  Arhivirana inačica izvorne stranice od 22. studenoga 2009. (Wayback Machine)
- Satelitska snimka naselja  Arhivirana inačica izvorne stranice od 6. ožujka 2021. (Wayback Machine)